# علی‌اصغر بهاری
علی‌اصغر بهاری (زادهٔ ۱۲۸۴ – درگذشتهٔ ۲۰ خرداد ۱۳۷۴) از استادان موسیقی ایرانی و نوازندهٔ برجستهٔ کمانچه بود. وی در دههٔ ۱۳۶۰ با فرامرز پایور، شهرام ناظری،جلیل شهناز، محمد اسماعیلی و سید محمد موسوی، در «گروه اساتید موسیقی ایران»، همکاری داشت.

## زندگی

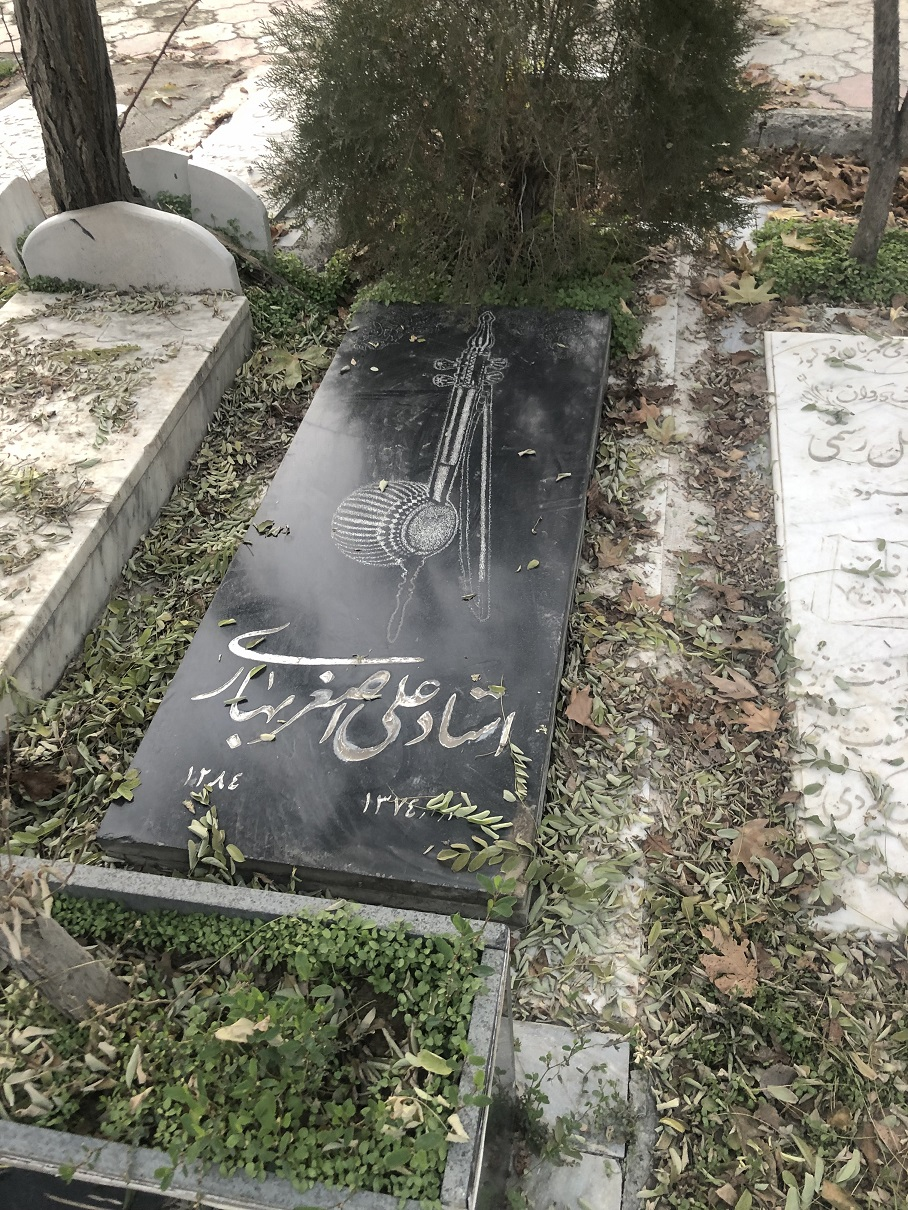

علی‌اصغر بهاری، به سال ۱۲۸۴ در ناحیه بازار عباس‌آباد تهران متولد شد. وی اصالتاً اهل شهر بهار بوده‌است. پدرش «نایب محمدتقی‌خان» تا سن ۱۳ سالگی تربیت او را بر عهده داشت. پس از آنکه پدرش ورشکسته شد، مادرش گوهر خانم فرزند میرزا علی خان نوازنده ماهر کمانچه، ناگزیر به همراه خانواده به خانه پدری پناه برد. در این زمان بود که با موسیقی انس گرفت و به کمانچه‌نوازی پدربزرگش علاقه‌مند شد. به درخواست مادرش از میرزا علی خان به مدت ۲ سال نواختن کمانچه را آموخت و سپس به مدت ۴ سال در مکتب سه دایی خود به نام‌های رضاخان، اکبرخان و حسن‌خان که در یک قرن پیش جزو هنرمندان نامی ایران به حساب می‌آمدند، دست به تکمیل تجربیات خود در کمانچه نوازی زد.
علی‌اصغر بهاری، از دایی‌های خود چیزهایی را که باید بیاموزد آموخت تا اینکه در هجده سالگی، همراه با ارکستر ابراهیم‌خان منصوری در کنسرتی که در یک سالن بر پا شده بود شرکت می‌کند و از همین‌جا آوازه شهرت بهاری به گوش موسیقی‌دانان می‌رسد و او را به نام نوازنده خوب و آگاه به نواختن گوشه‌هایی ایرانی می‌پذیرند.
در این زمان بود که با مرگ پدرش، اداره امور خانواده به او، که پسر بزرگ خانواده بود، سپرده شد. پس از چند سال که پیانو به جای سنتور و ویولن به جای کمانچه رواج پیدا کرده بود، وی نیز کمانچه را زمین گذاشت و نواختن ویولن را آغاز کرد و نزد رضا محجوبی به تکمیل آموخته‌های خود در موسیقی ایرانی پرداخت. چنانچه پس از اتمام تحصیل، استادش چنان از حاصل کار خشنود بود که تمام شهریه‌ای که تا آن زمان به وی پرداخته بود یکجا به او برگرداند.
بهاری پس از چندی در مشهد کلاس موسیقی جهت تعلیم می‌گشاید و یک سال هم با حبیب سماعی استاد سنتور کار می‌کند و شاگرد تعلیم می‌دهند و بعداً به تهران می‌آید و توسط استاد روح‌الله خالقی به مدرسه موسیقی جهت تعلیم دعوت می‌شود و در هنرستان شروع به همکاری می‌نماید.
این ایام مصادف بود با گشایش رادیو که او را نیز به همکاری فرا می‌خواند. در سال ۳۲ بود که پس از سال‌ها دوری از کمانچه، با علاقه فراوان دوباره این ساز را دست گرفت. در روزگاری که این ساز در حال فراموشی بود و اغلب به دیده تحقیر به آن نگریسته می‌شد و این ساز مخصوص مطرب‌های دوره‌گرد تلقی می‌شد. پس از اجراهای اصفر بهاری در رادیو، دانشگاه تهران از وی دعوت کرد تا به تعلیم هنرجویان این دانشگاه بپردازد. در سال ۱۳۴۶ با دعوت رادیو فرانسه در سالن دلاویل در میان سه هزار بیننده به اجرا پرداخت.
وی با همکاری با مرکز حفظ و اشاعه موسیقی ایران، شاگردان خوبی را تربیت کرد که هر کدام هم‌اکنون یکی از بهترین کمانچه‌نوازهای کشور می‌باشند.
او علاوه بر ساختن قطعه‌های ضربی از قبیل پیش‌درآمد و رِنگ، بر ردیف موسیقی ایرانی و ضربی‌های روایت شده از متقدمین تسلط کامل داشت.
اصغر بهاری نقش مهمی را در روایت تصانیف و نغمه‌های فراموش شده و مهجور موسیقی ایرانی دارد. چنانچه بسیاری از تصانیف و نغمه‌هایی که اکنون موجود است، مدیون حافظه اوست.
بهاری، شنبه ۲۰ خرداد ۱۳۷۴ در ۹۰ سالگی درگذشت و در امامزاده طاهر کرج به خاک سپرده شد..
وی در دههٔ ۶۰، با فرامرز پایور، جلیل شهناز، محمد اسماعیلی و سید محمد موسوی، در گروه اساتید موسیقی ایران همکاری داشت که در این دوران آلبوم‌های انتظار دل و خلوت گزیده (با صدای محمدرضا شجریان) و لیلی و مجنون، دل شیدا و کنسرت اساتید موسیقی ایران (باصدای شهرام ناظری) اجرا شدند.